# Dori McPhail
Dori Margaret McPhail, coniugata Jones (Brandon, 27 marzo 1957), è un'ex cestista canadese.

## Carriera
Con il Canada ha disputato i Campionati mondiali del 1979.
Nel 1994 è stata introdotta nella Manitoba Basketball Hall of Fame.